# 本庄寿巨
本庄 寿巨（壽巨、ほんじょう ひさなお、1855年8月19日（安政2年7月7日）- 1929年（昭和4年）7月15日）は、明治から大正期の司法官、銀行家、政治家、華族。貴族院子爵議員。旧姓・細川。本荘と表記する場合がある。

## 経歴
元肥後宇土藩主・細川行芬の十男として生まれる。1877年（明治10年）6月16日、旧美濃高富藩主家当主・本庄久米（本庄道美五女）の入夫となり家督を継承。1884年（明治17年）7月8日、子爵を叙爵した。
1876年（明治9年）1月、司法省出仕となる。以後、内務省地理局雇、内務属、鹿児島治安裁判所詰判事、都城治安裁判所詰判事、延岡区裁判所検事兼宮崎地方裁判所検事、麹町区裁判所検事、兼京橋区裁判所検事、東京区裁判所管内公証人などを務めた。退官後、実業界に転じ、御嶽貯蓄銀行頭取、愛国銀行取締役、東華銀行頭取、日本信託会社取締役などを務めた。
1890年（明治23年）7月10日、貴族院子爵議員に選出され、1911年（明治44年）7月9日まで3期在任した。
1916年（大正5年）8月5日に隠居し、同年9月12日に分家した。

## 親族
- 先妻：久米（先代当主、先々代・本庄道美五女）[1]
- 後妻：好子（こうこ、牧野忠恭九女、離縁）[1]
- 養女：喬子（のぶこ、堀親篤長女、孝之助夫人）[4][7]
- 養子：孝之助（脇坂寿二男、1914年11月20日離縁[8]）[4][7]
- 養子：兼則（子爵、伊集院兼知五男）[1]